# شورة بايين (غركان)
شورة بایین (بالفارسية: شوره پایین) هي قرية تقع في إيران في مركزي. يقدر عدد سكانها بـ 13 نسمة .